# ラルナカ城
ラルナカ城（ギリシア語: Κάστρο Λάρνακας，英語: Larnaca Castle）はキプロス（南キプロス・ギリシャ共和国）のラルナカにある城である。街のメインストリートであるフィニコウデス・プロムナード（椰子の木通り）の南端、地中海に面して建てられている。

## 歴史
この地に城が初めて造られた時代は諸説があるが、ビザンティン時代の12世紀後半と言われている。ジェノヴァ共和国が島で最も重要な港であったファマグスタを奪取した後、ラルナカの港はそれに代わる新たな主要港として注目されていた。キプロスがフランス系のキプロス王国の支配下になった後、1382年から1398年に掛けてビザンティン時代の城を改築して増強し、街と港を守る機能を向上させた。オスマン帝国下の18世紀には、城の重要性が下がり廃城に近い状態であったという。18世紀初頭にこの地を訪れた探検家 Abbot Giovanni Maritiの記録によれば、『城は廃墟になっていたにもかかわらず守備隊はまだ常駐していた』とされている。第一次大戦時の1914年から1918年に掛けて、ドイツ軍に占拠され軍事施設として使われた。その後、再び大英帝国軍の管轄下に戻り、1948年まで牢獄として使われ絞首台も設けられていた。1955年から1964年の独立戦争ではギリシャ系キプロス軍の収容所として使われていた。

## 現況
現在、ラルナカ城は博物館として一般公開されている。城の北側の部分の2階建ての建物は、オスマン帝国時代のものであり、入口の上にはオスマン時代の碑文が刻まれている。城の東側と南側部分の建物は、更に古い時代のものである。北側部分の建物の2階、入口のすぐ上の階には展示室が3部屋あり、4世紀から16世紀の時代の出土品や、ビザンティン時代の壁画写真、中世の陶器、近代の金属食器や銃などが展示されている。城の中庭部分には大砲が展示されており、中には中世のものもある。